# Bitka za Francijo
Bitka za Francijo in ostale države Beneluksa je bila ena izmed večjih nemških vojaških operacij proti zahodnim zaveznikom v drugi svetovni vojni. Napad, ki se je začel 10. maja 1940 je prekinil več mesecev trajajočo t. i. lažno vojno. Nemške operacije proti zahodu so bile sestavljene iz dveh delov. Prvi del je vključeval napad na Nizozemsko, Belgijo in Luksemburg, načrt so poimenovali Primer Rumeni (Fall Gelb), kjer bi prišlo tudi do bojev s francosko vojsko in britanskim ekspedicijskim korpusom. Drugi del pa je vključeval operacije proti francoski vojski v sami Franciji, načrt so poimenovali Primer Rdeči (Fall Rot), izveden pa je bil 5. junija 1940. 10. junija se je v vojno proti Franciji vključila še Italija, ki pa v bojih ni imela take sreče kot Nemčija. Po evakuaciji britanskih sil iz Dunkerqua konec maja je 14. junija padel še Pariz. Boji za Francijo so se končali 25. junija po kapitulaciji v Compiègne. Po končani bitki je Francija ostala pod nemško okupacijo vse do osvoboditve leta 1944, La Rochelle pa je z okolico ostal pod nemško okupacijo vse do kapitulacije nemških sil 8. maja 1945. 

## Lažna vojna
Po tem, ko je Nemčija 1. septembra napadla Poljsko in sta se 3. septembra v vojno vključila še Francija in Združeno kraljestvo, se je vzdolž francosko- nemške meje odvijala t. i. lažna vojna. Stanje, ko se ne ena ne druga stran nista lotili omembe vrednih vojaških operacij. Nizozemska in Belgija sta bili takrat nevtralni, Poljski pa je kazalo, da bo kmalu kapitulirala. V Francijo so prišle prve enote BEF (British Expeditionary Force-Britanske ekspedicijske sile), francoska vojska pa je začela mobilizirati svojo vojsko. Tako britanska kot francoska vojska sta bili na vojno slabo pripravljeni saj jima je primanjkovalo sodobnega orožja. Na vojno je bila pripravljena le Maginotova linija, ki se je raztezala od švicarske meje do Ardenov. Linija je bila s svojimi številnimi utrdbami skoraj nepremagljiva, njena velika slabost je bila le, da je bila prekratka, kar so Nemci pozneje v vojni tudi izkoristili. Manjkajoči del linije naj bi v primeru vojne nadomestil načrt za operacije na severu in vzhodu, ki je temeljil na naglem prodoru v Belgijo. Kmalu po izbruhu vojne so bile na celotni francoski vzhodni meji 103 francoske in 10 britanskih divizij.
Po končanih operacijah na Poljskem je Hitler večino svoje vojske poslal na Siegfridovo linijo oz. zahodni zid, ki je tekel ob Maginotovi liniji vse do tromeje med Nemčijo, Francijo in Nizozemsko. Kljub kopičenju čet na mejah se ni zgodilo nič, topničarji in vojaki iz obeh strani so preko ovir in strelskih jarkov križem rok opazovali eden drugega in se dolgočasili. Z odlašanjem pri spopadu z Nemci pa so Francozi naredili ključno napako saj 4. septembra, ko je bila francoska mobilizacija končana, Nemci na svoji  Siegfridovi liniji niso imeli omembe vrednih enot za obrambo. Vojna na zahodni fronti je postala tako čudna saj so jo začeli obiskovati turisti, ki so z izletniškimi ladjicami pluli po Renu. Vojaki so si med strelskimi jarki in bunkerji uredili vrtičke, v bunkerjih pa nočne bare. Vzdolž obale Rena so Nemci postavili transparente »Nemški narod ne bo napadel francoskega če Francozi ne bodo napadli Nemcev«. Druga stran pa je preko zvočnikov vsako jutro pozdravljala Nemce, vojaki pa so si ob določenih priložnostih izmenjavali cigarete. Kljub vsemu temu dogajanju pa je prišlo tudi do spopadov.
Tako so Francozi že prvi teden vojne prodrli v Posarje in obstreljevali Saarbrücken, vzdolž meje je prihajalo le do manjših prask. Nemci in zavezniki so si tako več mesecev stali nasproti in bili prepričani, da je nasprotnikov zid neosvojiv. Nato pa je vojno na nemško-francoski meji zasenčilo nemško zavzetje Danske in Norveške.

## Načrti
Nemški načrt proti zahodnim zaveznikom je bil preprost. Da bi se izognili dolgotrajnim in izčrpavajočim bojem za Maginotovo linijo je potrebno Francijo kar najhitreje napasti preko Nizozemske in Belgije. S tem bi se izognili nevarnosti bočnega napada, hkrati pa bi preprečili, da bi zavezniki zavzeli Nizozemsko. Načrt so poimenovali Primer rumeni (Fall Gelb). V nadaljevanju operacij proti zaveznikom potem, ko bodo ti poraženi in se bojo operacije preselile v središče Francije, pa so izdelali načrt poimenovan Primer rdeči (Fall Rot).  Zavezniki so pričakovali napad iz smeri Belgije in Nizozemske zato so na francosko-belgijski meji imeli pripravljeni pet armad, ki bi v primeru nemškega napada prestopile meje in se spopadle z nemško vojsko.

## Spopad

### Napad na Nizozemsko
Nemška velika ofenziva na zahodu se je začela 10. maja 1940 v zgodnjih jutranjih urah. Ta dan so se v okolici Moerdijka in Haaga iz zraka spustile nemške desantne enote z nalogo, da zajamejo nizozemsko vlado in mostove čez reki Mass in Waal. Hkrati pa so po kopnem začele napredovati nemške tankovske kolone. Proti večeru je bila nizozemska armada obkoljena na področju pasu Holland, nizozemska obrambna linija Grebbe pa je kljub silovitim nemškim napadom še vedno držala. 13. maja so se začeli obsežni napadi na področje Holland, medtem pa so deli nemške armade ob pomoči padalcev zavzeli predmestja Rotterdama. Linija  Grebbe se je še vedno uspešno upirala vsem nemškim napadom dokler jo v brezizhodnem položaju, 14. maja nizozemske čete niso zapustile. Tega dne je zaradi strahu pred bombardiranjem kapituliralo mesto Utrecht. Rotterdam ni imel take sreče, nemško letalstvo ga je porušilo skoraj do tal. V brezupnem položaju je nizozemski general  Winkelman po radiu zaprosil za prekinitev ognja. Kapitulacija je bila podpisana naslednjega dne 15. maja ob 11.15.

### Operacije v Belgiji
Sočasno z napadom na Nizozemsko se je začel tudi napad na Belgijo in Luksemburg. Slednji je padel brez boja. Tako kot na Nizozemskem so tudi tukaj uporabili padalce in druge posebne enote, ki so imele nalogo zavzeti mostove in ostale pomembne komunikacijske poti. Kljub temu se je Belgijcem in Nizozemcem posrečilo uničiti nekaj mostov in zapornic na prekopih. Padalcem se je v naskoku posrečilo zavzeti tudi moderno belgijsko utrdbo Eben-Emael v bližini Maastrichta. Tako so Nemci že 11. maja v bližini  Maastrichta postavili pontonski most preko katerega je lahko oklepni korpus udaril nasprotnika v bok in so tako pred Francozi dosegli linijo Delie, Belgijcem, ki so se umikali iz Lièga pa so presekali pot za umik.
12. maja je prišlo do prvih spopadov med francoskimi in nemškimi enotami. Med francoskimi in nemškimi četami so se vneli krvavi boji. Trinajstega maja zavezniki proti Belgiji sprožijo splošni napad, kilometri in kilometri zavezniških vojaških kolon so se začeli pomikati proti notranjosti Belgije. Bitka za Belgijo se je začela bližati svojemu vrhuncu. Zavezniki, ki niso poznali podrobne razporeditve nemških enot, so kmalu po vdoru v Belgijo zašli v  nemško past. Ti so v primernem trenutku začeli uresničevati načrt Sichelschnitt (zamah s srpom). Medtem je zavezniška obramba pri obrambni črti Deile uspešno kljubovala nemškim napadom, kar je Nemcem povzročilo številne preglavice. Nekatere nemške enote je pred popolnim uničenjem rešilo nemško letalstvo. Kljub nekaterim zavezniškim uspehom pa so se ti ob vdoru v Belgijo srečevali s številnimi težavami. Zaradi pomanjkljive oborožitve so se francoske in britanske čete le s težavo upirale ogromnemu pritisku nemškega vojnega stroja, belgijske čete so se vdajale veliko prej kot so to predvidevali načrti. Zaradi teh težav so zavezniški poveljniki že začeli razmišljati o umiku. Tega so nato za nedoločen čas odložili, vendar so kmalu ugotovili, da jim grozi obkolitev iz smeri Sedana in Dinanta od koder so Nemci začeli naglo prodirati proti zahodu, k ustju reke Somme.
Nemške tankovske enote so napredovale tako hitro, da so se pojavile težave z oskrbo, zato so nemški poveljniki začeli razmišljati, da bi napredovanje čet začasno ustavili. 16. maja se je začel obkolitveni manever s katerim so Nemci od zaledja odrezali francosko 1. armado, britanski ekspedicijski korpus in ostanek belgijske vojske. Zavezniki so spoznali nevarnost, ki jim preti zato so se odločili za umik. Pod ostrimi boji so se začele britanske čete umikati proti Bruslju, na severu pa so Nemci že prišli v predmestje Antwerpna. Nekaj sreče pa so imeli tudi zavezniki, pri Arrasu so zavezniške tankovske enote izvedle močan protinapad, tako da so se morale nemške enote celo umakniti. Tudi na drugih odsekih fronte je bilo izvedenih več manjših protinapadov, ki pa so se večinoma končali klavrno, zato so Nemci 22. maja nadaljevali z ofenzivnimi napadi. Okoli 24. maja so operacije dosegle vrhunec, zavezniška armada je bila obkoljena saj so Nemci dosegli mesto Calais ob obali Rokavskega preliva. Britanske, francoske in ostanki belgijskih enot so ostali obkoljeni v okolici Dunkerquea, območje, ki so ga nadzorovali pa se je iz ure v uro krčilo. Nemško poveljstvo je nato na Hitlerjev ukaz nenadoma ustavilo napredovanje čet, letalstvu pa ukazalo naj uniči ostanek ujetih zavezniških čet. Nemški poveljniki so protestirali in po dveh dneh premora so bili 26. maja kopenski napadi zopet odobreni. Toda dva dni je bilo dovolj, da je zaveznikom iz obal Dunkerquea uspelo evakuirati  več kot 350.000 vojakov. 28. maja je belgijski kralj s svojo vojsko dokončno in brezpogojno kapituliral. Prvi del operacije proti Nizozemski, Belgiji, Luksemburgu in Franciji je bilo konec.

### Boji se preselijo v Francijo
Po porazu zavezniške vojske v Belgiji je pot v središče Francije ostala praktično odprta. Francija je vse svoje čete stavila na zmago v Belgiji, zato za nadaljevanje bojev ni imela več rezerv. Francijo je v naslednjih dneh lahko rešil le čudež, kar pa se ni zgodilo. Pojavil se je še en problem, na cestah proti jugu Francije so se znašle neskončne reke beguncev, ki so ovirale vojaški transport. Ocenjujejo da jih je bilo okoli deset milijonov, od katerih je bilo kar osem milijonov Francozov.
Po končanih bojih v Belgiji so demoralizirane in razredčene francoske čete v naglici formirale okoli 700 km dolgo obrambno črto, ki se je raztezala od  Abbevilla (takrat je bil že v nemških rokah) na zahodu pa vse do švicarske meje. V obupu so zavezniške čete 4. junija poizkušale izvesti še nekaj protinapadov, ki pa so bili neuspešni. Že naslednji dan se je začel drugi del operacije proti zaveznikom. Reki Soma in Aisne sta predstavljali zadnji obrambni črti zaveznikov, če padeta pade tudi Francija. Francozi so pričakali prvi napad pripravljeni. Mimo so spustili tanke in napadli pehoto, ki jim je sledila. V začetku jim je napad celo uspelo zaustaviti, Nemci pa so v začetnih bojih izgubili kar dve tretjini tankov. Toda kmalu so jih nadomestile rezerve, medtem ko zavezniki za svojo obrambno črto niso imeli več nikakršnih rezerv. Po šestindvajsetih urah bojev je bila obrambna črta pri Amiensu prebita in Nemci so imeli prosto pot v zaledje. Osmega julija se je v Parizu že slišalo grmenje topov. V zavezniški vojski je začelo vladati razsulo.
Britanci, ki so branili Rouen so se bali obkolitve, zato so se umaknili v Le Havre in se nato vkrcali na ladje za Anglijo. To je Francoze tako razjezilo, da so celo ovirali umik britanskih čet. 10. junija sta francoska vlada in vrhovno poveljstvo zapustila Pariz, poveljstvo se je nastanilo v Briaru, vlada pa v Toursu. Dan pozneje je padel Reims, nekoliko pozneje pa še Châlons-sur-Marne (danes Châlons-en-Champagne). Medtem pa so se v francoski vladi in med poveljniki pojavile razprtije med tistimi, ki so želeli nadaljevati vojno in tistimi ki so jo želeli končati. Na nadaljevanje boja je zamanj pozival tudi Churchill, ki je v naglici dopotoval v vojno zavito Francijo. Vendar zamanj, 14. junija so brez boja predali Pariz. Padel je tudi Le Havre, krhati pa se je začela tudi Maginotova linija. Francoska vlada se je še enkrat preselila tokrat v Bordeaux, vojaško poveljstvo pa v Vichy. Zlom je bil neizbežen, britanske čete so se preko pristanišč Brest, Cherbourg, Saint-Malo in St. Nazaire začele umikati v Anglijo, francoska vlada pa se je začela pogajati o miru. Na fronti, če bi temu lahko sploh tako rekli je zavladala zmeda in razsulo, vojaki so odmetavali orožje, ljudje pa so na hišah izobešali bele zastave, enote ki so se še želele bojevati pa so župani in lokalni funkcionarji prepričevali da je boj nesmiselen. V nedeljo 16. junija je bilo je bilo razen majhnih bojev vojne že skoraj konec, nemško napredovanje skozi francosko pokrajino je bilo podobno poletnim manevrom.
Francozom tako ni ostalo drugega, kot da v Compiègnu, kjer so Nemci leta 1918 priznali svoj poraz, prosijo za mir.

### Kapitulacija
Do kapitulacije Francije je prišlo v Compiegnskem gozdu, točno na istem kraju kjer je 11. novembra 1918 Nemčija priznala poraz in podpisala kapitulacijo v železniškem vagonu generala Focha. Dogodek je bil pod vodstvom Goebbelsa do potankosti zrežiran, na kraj francoske kapitulacije so pripeljali celo vagon v katerem so Nemci na koncu prve svetovne vojne podpisali svojo kapitulacijo. Dogodek so želeli ponoviti, le da bi tokrat v vagonu svojo kapitulacijo podpisali Francozi. 
Kapitulacija je potekala tako. Nemška in francoska delegacija sta se se 21. junija 1940 okrog 13.00 odpravili proti kraju kjer naj bi prišlo do podpisa kapitulacije. Ob 15.15 se je na jasi v Compiegnskem gozdu zbrala dolga povorka nemških avtomobilov z obema delegacijama. Hitler je prišel nekoliko prej. Nato se je Hitler v spremstvu Göringa, Hessa, Raederja, Keitla in Ribbentropa napotil k spominski plošči, se povzpel na bližnji spomenik, ki je prikazoval pruskega orla, in prebral nasledno besedilo: »Tukaj je 11. novembra 1918 omahnil ponos nemškega Rajha, premagan od svobodnih narodov, ki jih je hotel zasužnjiti«. Hitler je nato ves zadovoljen zlezel s spomenika in se odpravil v vagon in sedel na nekdanjo Fochovo mesto. Ura je bila natanko 15.30. Tedaj je prispela tudi francoska delegacija ki so jo sestavljali Huntzinger, letalski general Bergert, admiral Leluc, general Parisot in diplomat Noel. Preden so vstopili v vagon so morali pregledati nemško častno stražo SS. Ko pa so bili naposled v vagonu, so morali še poslušati Ketlov govor. Ko je Keitel končal je Hitler Huntzingerju, ki je vodil francosko delegacijo, izročil besedilo s pogoji za kapitulacijo. Nato je vstal in z večjim delom spremstva odšel iz vagona. Nemci so Francozom dali čas za premislek in možnost za posvetovanje s svojo vlado v Bordeauxu. Ko so Francozi naslednji dan po enajstih znova prišli, so prinesli nekaj predlogov, ki pa so jim Nemci nasprotovali. Francoska delegacija se je nato znova posvetovala. Toda ob 18.34, so delegaciji dostavili noto da morajo biti nemški pogoji sprejeti do 19.00. Ob 18.36 so Francozi dokončno podpisali kapitulacijo. Sledila je še kratka zaključna ceremonija, nato pa so francoski odposlanci ob 19.15 preko Pariza odpotovali v Rim kjer so podpisali premirje še z Italijo, saj naj bi se sovražnosti končale šele ko bi bili podpisani obe kapitulaciji. Po podpisu je Hitler izdal naslednji ukaz: zgodovinski vagon, spominsko ploščo in spomenik posvečen francoski zmagi takoj prenesti v Berlin, spodnji okvir vagona, tirnice in kamne na katerih je stal na mestu uničiti, ne dotikajte se spomenika generalu Fochu.
25. junija 1940 ob 00.00 je začela veljati prekinitev ognja. Francija je kapitulirala v popolni zmedi in neredu.

## Dogodki po kapitulaciji
Pogoji premirja so določali, da bodo nemški vojaki okupirali več kot polovico Francije in vso atlantsko obalo. Francosko armado so demobilizirali, francosko mornarico pa zamrznili. Francija je vrnila vse nemške ujetnike in vse nemške begunce, ki jih je zahteval Berlin. Francoski ujetniki so ostali v Nemčiji. V neokupiranem delu Francije je Hitler ustanovil marionetno vlado s sedežem v Vichyu, ki jo je vodil stari maršal Petain. Poraz je bil za Francoze boleč, nekaj upanja jim je dajal le še neokupirani del Francije, na katerem je bila pozneje ustanovljena Vichyjska Francija, in pobegli francoski general Charles de Gaulle, ki je obljubil, da se bo boj proti okupatorju nadaljeval z vso silovitostjo.
Nemčija je v boju proti zahodnim zaveznikom dosegla nezaslišano zmago. V nekaj tednih je razbila najboljšo armado v Evropi. To so dosegli z boljšimi poveljniki, strategijo in tehniko. Nemška armada je bila v primerjavi z združenimi anglo-francoskimi enotami v dosti slabšem položaju saj so imeli na voljo le okoli tri tisoč oklepnih vozil zavezniki pa kar tri tisoč. Edina prednost, ki so jo imeli Nemci je bila v zraku, kjer so Nemci že prvi dan vojne prevzeli popoln nadzor.
Po porazu njenega največjega zaveznika je Velika Britanija proti nacistični Nemčija ostala sama in le vprašanje časa je bilo kdaj bo še ta padla pod nacistični škorenj. Začela se je Bitka za Britanijo.